# Apwint
Apwint (em birmanês: အပွင့်) é um termo culturalmente específico de Mianmar, usado para se referir a indivíduos designados como homens ao nascer, que se identificam abertamente como mulheres e são atraídos por homens. Fora do contexto local, as apwint são comumente consideradas de forma mais ampla como mulheres transgênero. No entanto, de acordo com Veronese et al., "ao contrário das caracterizações ocidentais típicas [como na comunidade LGBT] que utilizam categorias separadas para definir identidades sexuais e de gênero, um conjunto de rótulos é frequentemente usado em toda a Ásia para caracterizar identidades sexuais e de gênero." Outro termo de Mianmar, apone (em birmanês: အပုန်း), é usado para descrever homens "que são sexualmente orientados para outros homens, mas escondem suas preferências sexuais na maioria das esferas ou circunstâncias sociais e são frequentemente chamados localmente de 'escondidos' ou 'hider' por sua apresentação como 'homens' em público e certos ambientes sociais". Acredita-se que tanto apwint quanto apone compartilham o mesmo eu interior 'feminino', mas diferem em sua expressão de género externa.
A seção 377 do código penal colonial britânico, que criminalizava todos os atos sexuais "contra a ordem da natureza", foi sancionada durante o domínio britânico na Birmânia e foi usada para perseguir apwint. Após o fim do domínio britânico em 1948, Mianmar manteve a lei como um legado do colonialismo. A Força Policial de Mianmar continua a usar a Seção 377 para perseguir apwint, que são "considerados homens aos olhos da lei", mesmo que não estejam envolvidos em nenhuma atividade sexual, apesar de isso ser estipulado como uma disposição da Seção 377. Os Apwint são estereotipados como "desviantes e criminosos" e ameaçados pela polícia com prisão simplesmente por existirem na sociedade de Mianmar. A polícia foi registrada usando ameaças para forçar apwint "a solicitar suborno ou favor sexual" em troca de não ser presa. Devido ao seu estatuto na sociedade, as perspectivas profissionais e económicas dos apwint são severamente limitadas.